# Erebia oeme
Erebia oeme är en fjärilsart som beskrevs av Jacob Hübner 1803. Erebia oeme ingår i släktet Erebia och familjen praktfjärilar. IUCN kategoriserar arten globalt som livskraftig. Inga underarter finns listade i Catalogue of Life.

## Bildgalleri

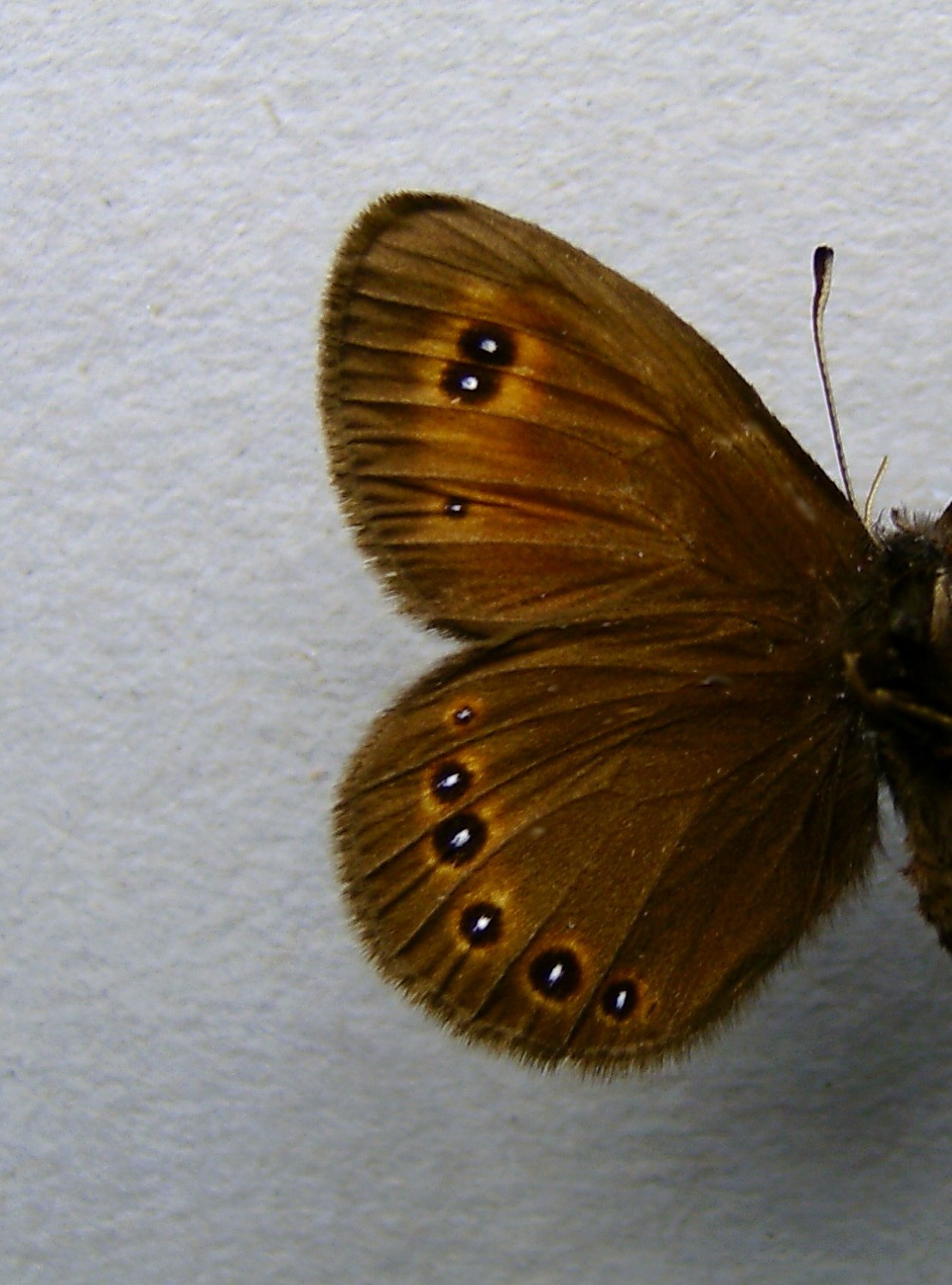
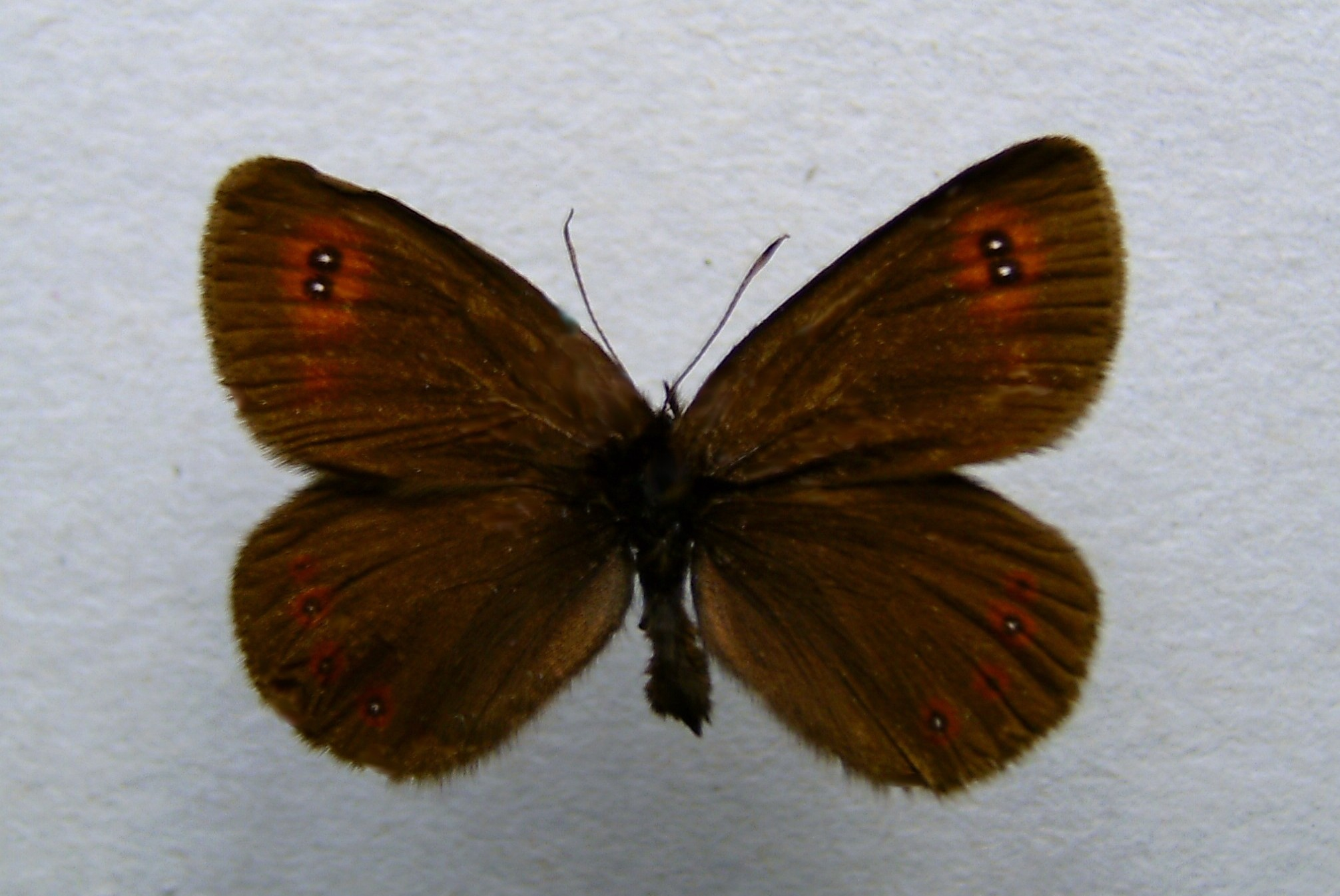